# Salmo 29
Il salmo 29 (28 secondo la numerazione greca) costituisce il ventinovesimo capitolo del Libro dei salmi.
È tradizionalmente attribuito al re Davide. È utilizzato dalla Chiesa cattolica nella liturgia delle ore.